# باتريسيو لورينتي
باتريسيو لورينتي (بالإسبانية: Patricio Lorente)‏، هو عالم أرجنتيني وأمين عام جامعة لا بلاتا الوطنية.

## نشأته وحياته الشخصية
ولد لورينتي في لا بلاتا في 19 مارس 1969. كان والده، هوغو إنريكي لورينتي، من أصول باسكية، مهندسًا في مجال الاتصالات السلكية واللاسلكية. كانت والدته، بياتريس غليمو، من أصل إيطالي.
مهندسة معمارية. كما أن لديه 3 أخوات .

## نشاطاته مع ويكيبيديا
- انضم باتريسيو إلى ويكيبيديا الإسبانية مُحرِّرًا في 20 أبريل 2005.[1]
- وكان رئيسًا لها من 2007 إلى 2012. كان مسؤولاً لتنظيم ويكيمانيا 2009.

وشارك كمنظم في العديد من المؤتمرات والندوات وورش العمل في ويكيبيديا/ويكيميديا في الأرجنتين وغيرها من بلدان أمريكا اللاتينية (كولومبيا، الإكوادور، المكسيك، بيرو).

## وصلات داخلية
- ويكيبيديا الإسبانية
- مؤسسة ويكيميديا